# بینینگ
بینینگ (به فرانسوی: Bining) یک کمون در فرانسه است که در Canton of Rohrbach-lès-Bitche واقع شده‌است.

## خصوصیات
بینینگ ۱۵٫۹۱ کیلومترمربع مساحت و ۱٬۲۰۷ نفر جمعیت دارد و ۳۵۰ متر بالاتر از سطح دریا واقع شده‌است.